# 생리해서 좋은 날
《생리해서 좋은 날》(Flowering Day)은 한국에서 제작된 김미진 감독의 2005년 영화이다. 길해연 등이 주연으로 출연하였다.

## 출연

### 주연
- 길해연
- 전수지
- 원태희
- 권혁풍
- 박선혜

## 기타
- 조명: 박인숙
- 녹음: 여인원
- 음향: 김태호
- 시각효과부문: 윤재훈